# A szakács, a tolvaj, a feleség és a szeretője
A szakács, a tolvaj, a feleség és a szeretője (The Cook, the Thief, His Wife & Her Lover) 1989-es angol–holland–francia koprodukcióban készült filmdráma, Peter Greenaway rendezésében.

## Cselekménye
Albert Spica angol gengszter megveszi a magas színvonalú Le Hollandais éttermet, melyet Richard Borst francia séf vezet. Spica rendszeresen az étteremben vacsorázik felesége és gengszter sleppjének kíséretében. Őrült és durva viselkedése miatt folyton konfliktusba kerül a személyzettel és a vendégekkel.
Spicát elkíséri felesége, Georgina, aki szemet vet a könyvesbolt-tulajdonos Michaelre, aki vendégként mindig egy könyvet olvas evés közben. Georgina a férje háta mögött szexuális viszonyba keveredik Michaellel, akivel egymásba szeretnek. Végül Spica rájön, hogy megcsalják, ezért Borst és a személyzete segítségével Michael és Georgina elszöknek az étteremből Michael könyvesboltjába. A fiatal, munka közben szoprán hangon éneklő éttermi dolgozót, Pupot Spica emberei megkínozzák, hogy kiszedjék belőle a feleség hollétét. Michaelt a könyvesboltban megölik. Később Georgina felfedezi szeretője holttestét.
Georgina kérésére Borst megsüti Michael testét, és Georgina Spicát egy pisztollyal kannibalizmusra kényszeríti (követeli, hogy egyen Michael megsütött testéből), majd agyonlövi.

## Szereposztás
| Szereplő                   | Színész           | Magyar hang (1. szinkron) |
| -------------------------- | ----------------- | ------------------------- |
| Richard Borst (a szakács)  | Richard Bohringer | Uri István                |
| Albert Spica (a tolvaj)    | Michael Gambon    | Helyey László             |
| Georgina Spica (a feleség) | Helen Mirren      | Andresz Kati              |
| Michael (a szerető)        | Alan Howard       | Ujréti László             |
| Mitchel                    | Tim Roth          | N/A                       |
| Cory                       | Ciarán Hinds      | Schnell Ádám              |
| Harris                     | Ewan Stewart      | Jakab Csaba               |
| Mews                       | Ron Cook          | Cs. Németh Lajos          |
| Grace                      | Liz Smith         | Győri Ilona               |
| Patricia                   | Emer Gillespie    | Kiss Erika                |
| Adele                      | Alex Kingston     | N/A                       |
| Terry Fitch                | Ian Dury          | Both András               |
| May Fitch                  | Diane Langton     | Farkasinszky Edit         |
| Starkie                    | Bob Goody         | Imre István               |
| Geoff                      | Roger Lloyd-Pack  | N/A                       |
| Starkie                    | Bob Goody         | Imre István               |

## Filmzene
A film zenéjét Michael Nyman szerezte és 1989. október 30-án jelent meg az Egyesült Államokban.
1. „Memorial” – 12:07
2. „Miserere Paraphrase” – 5:44
3. „Book Depository” – 5:41
4. „Coupling” – 5:17
5. „Miserere” – 11:32

## Fordítás
- Ez a szócikk részben vagy egészben  a   The Cook, the Thief, His Wife & Her Lover című angol Wikipédia-szócikk fordításán alapul.  Az eredeti cikk szerkesztőit annak laptörténete sorolja fel. Ez a jelzés csupán a megfogalmazás eredetét és a szerzői jogokat jelzi, nem szolgál a cikkben szereplő információk forrásmegjelöléseként.

## További információ
- Hivatalos oldal
- A szakács, a tolvaj, a feleség és a szeretője a PORT.hu-n (magyarul)
- A szakács, a tolvaj, a feleség és a szeretője az Internetes Szinkronadatbázisban (magyarul)
- A szakács, a tolvaj, a feleség és a szeretője az Internet Movie Database-ben (angolul)
- A szakács, a tolvaj, a feleség és a szeretője a Rotten Tomatoeson (angolul)
- A szakács, a tolvaj, a feleség és a szeretője a Box Office Mojón (angolul)